# Leif Ericsson (skådespelare)
Leif Ericsson, född 7 november 1942, är en svensk skådespelare. Ericsson studerade vid Statens scenskola i Stockholm.

## Filmografi
- 1965 – Åsa-Nisse slår till
- 1985 – Mitt liv som hund
- 1997 – Slussen
- 1998 – Vita lögner (TV-serie)
- 1999 – Sjätte dagen (TV-serie)
- 2001 – Villospår
- 2008 – De ofrivilliga

## Teater

### Roller (ej komplett)
| År   | Roll | Produktion                                         | Regi            | Teater                    |
| ---- | ---- | -------------------------------------------------- | --------------- | ------------------------- |
| 1975 |      | Prästkappan Sven Delblanc                          | Ulf Fredriksson | Uppsala-Gävle Stadsteater |
| 1976 |      | Hemmet Kent Andersson och Bengt Bratt              | Ulf Andrée      | Uppsala-Gävle Stadsteater |
| 1996 |      | Min modiga mor George Tabori                       | Sven Andrén     | Folkteatern               |
| 1997 |      | La Barracca Lars-Eric Brossner och Kjell Sundstedt | Eva Gröndahl    | Folkteatern               |
| 1998 |      | Krymplingen på Inishmaan Martin McDonagh           | Margita Ahlin   | Folkteatern               |
| 1999 |      | Ett drömspel August Strindberg                     | Margita Ahlin   | Folkteatern               |